# Mesophylax morettii
Mesophylax morettii är en nattsländeart som beskrevs av Malicky 1997. Mesophylax morettii ingår i släktet Mesophylax och familjen husmasknattsländor. Inga underarter finns listade i Catalogue of Life.